# James Brady

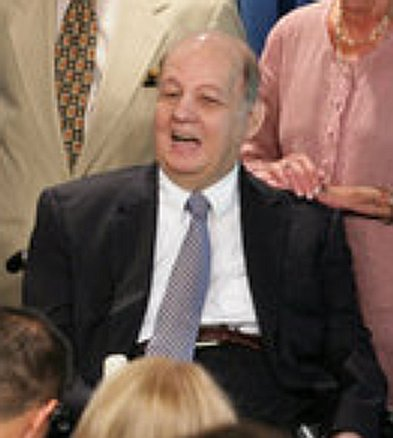
James Brady v roce 2006

James Scott Brady (29. srpna 1940 Centralia, Illinois – 4. srpna 2014 Alexandria, Virginie) byl asistent někdejšího amerického prezidenta Ronalda Reagana a rovněž bývalý tiskový mluvčí Bílého domu.
Dne 30. března 1981 byl těžce raněn během neúspěšného atentátu na prezidenta Reagana a zůstal trvalé ochrnutý na spodní polovinu těla. Po této události se začal zasazovat o zpřísnění kontroly držení střelných zbraní, když začal spolupracovat se společností Handgun Control, Inc (jež prosazovala úplný zákaz držení krátkých zbraní), později přejmenovanou na Brady Campaign to Prevent Gun Violence (přibližně česky: Bradyho kampaň pro prevenci násilí páchaného střelnými zbraněmi). Na Bradyho počest byla roku 2000 přejmenována tisková místnost Bílého domu na „James S. Brady Press Briefing Room.“